# Elezioni legislative in Francia del 1978
Le elezioni legislative in Francia del 1978 si sono tenute il 12 (primo turno) e il 19 marzo (secondo turno) per l'elezione dei 491 deputati della VI legislatura all'Assemblée nationale. Esse si sono svolte alla naturale scadenza della V legislatura (1973-1978) e hanno visto la vittoria della Maggioranza presidenziale, nell'ambito di una coalizione di centro destra. Primo ministro è stato quindi riconfermato, per un terzo governo, Raymond Barre, che era stato nominato a questa funzione nel 1976 (Governo Barre I) e poi nel 1977 Governo Barre II).

## Risultati
| Liste                              | Primo turno | Primo turno | Primo turno | Secondo turno | Secondo turno | Secondo turno | Totale seggi |
| Liste                              | Voti        | %           | Seggi       | Voti          | %             | Seggi         | Totale seggi |
| ---------------------------------- | ----------- | ----------- | ----------- | ------------- | ------------- | ------------- | ------------ |
| Raggruppamento per la Repubblica   | 6.462.462   | 22,62       | 31          | 6.651.756     | 26,11         | 119           | 150          |
| Partito Socialista                 | 6.451.151   | 22,58       | 1           | 7.212.916     | 28,31         | 103           | 104          |
| Unione per la Democrazia Francese  | 6.128.849   | 21,45       | 26          | 5.907.603     | 23,19         | 98            | 124          |
| Partito Comunista Francese         | 5.870.402   | 20,55       | 4           | 4.744.868     | 18,62         | 82            | 86           |
| Estrema sinistra                   | 953.088     | 3,34        | -           | N.D.          | N.D.          | N.D.          | -            |
| Diversi                            | 793.274     | 2,78        | -           | 57.418        | 0,23          | 1             | 1            |
| Maggioranza presidenziale          | 684.985     | 2,40        | 6           | 305.763       | 1,20          | 10            | 16           |
| Ecologisti                         | 621.100     | 2,17        | -           | N.D.          | N.D.          | N.D.          | -            |
| Movimento dei Radicali di Sinistra | 603.932     | 2,11        | -           | 595.478       | 2,34          | 10            | 10           |
| Totale                             | 28.569.243  |             | 68          | 25.475.802    |               | 423           | 491          |

## Composizione dei gruppi
All'inaugurazione della legislatura l'Assemblea nazionale era composta come di seguito indicato.
| Gruppo                            | Membri | Apparentati | Totale | Partiti |
| --------------------------------- | ------ | ----------- | ------ | ------- |
| Raggruppamento per la Repubblica  | 143    | 11          | 154    | RPR     |
| Unione per la Democrazia Francese | 108    | 15          | 123    | UDF     |
| Socialista                        | 102    | 11          | 113    | PS      |
| Comunista                         | 86     | -           | 86     | PCF     |
| Non iscritti                      | 15     | -           | 15     |         |
| Totale                            | 454    | 37          | 491    |         |